# Сонин, Виктор Александрович
Ви́ктор Алекса́ндрович Со́нин (1934—2008) — советский и российский скульптор, народный художник РСФСР (1985).

## Биография

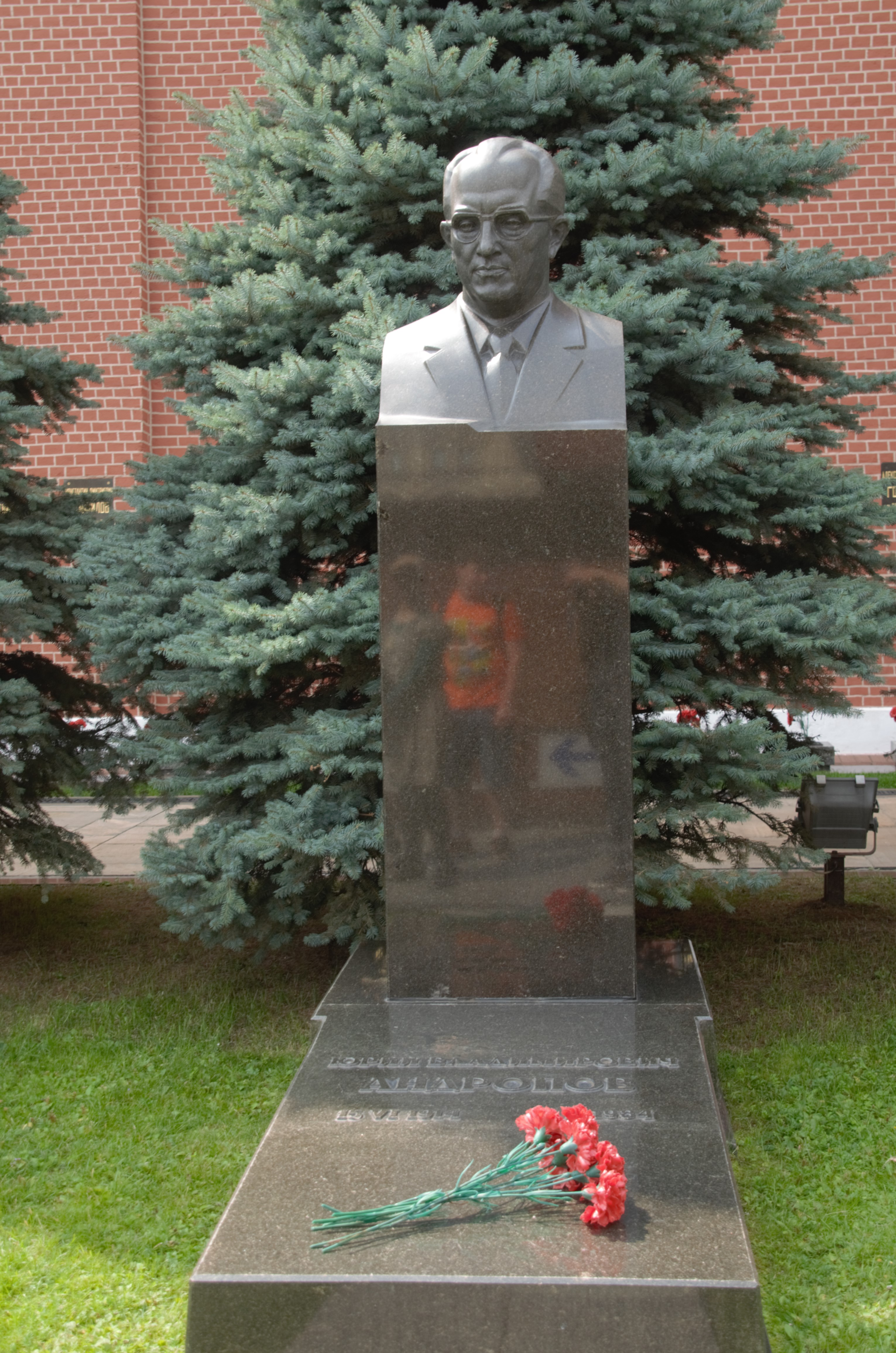
Надгробный памятник Ю. В. Андропову у Кремлевской стены.
Автор — В. А. Сонин.

Памятник на могиле Мозеса Котане на Новодевичьем кладбище.
Автор — В. А. Сонин.

Виктор Александрович родился в 1934 году в городе Сухиничи Калужской области.
В 1954 году — окончил Московское художественно-ремесленное училище, в 1966 году — окончил Московский художественный институт имени В. И. Сурикова, где учился у профессора М. Г. Манизера.
С 1968 года работал в Студии военных художников имени М. Б. Грекова.
Виктор Александрович Сонин умер в 2008 году.

## Творческая деятельность
Принимал участие в художественных выставках с 1958 года.
Вступил в Союз художников СССР в 1976 году.
Автор серии из 20-ти бюстов Героев Советского Союза — солдат Таманской дивизии.
Автор памятника Ю. В. Андропову у Кремлевской стены, бюста Л. И. Брежнева на его родине в Днепродзержинске, Г. К. Жукову в Имперском музее Лондона и Петру I в московской Академии имени Петра Великого.

## Награды
- Государственная премия РСФСР в области архитектуры (совместно с А. П. Павловым, Н. Н. Соломиным, за 1981 год) — за архитектурно-художественное решение диорамы в Кирове «Установление Советской власти в городе Вятке»
- Премия ЧССР имени Вита Ниедлы